# Masacre de Usme de 1991
La Masacre de Usme de 1991 se perpetró en la localidad de Bogotá de Usme el 26 de noviembre de 1991, fue perpetrada por la guerrilla de las Fuerzas Armadas Revolucionarias de Colombia Ejército del Pueblo (FARC-EP) contra una comisión judicial.

## Antecedentes
El territorio de la localidad de Usme era importante para las FARC-EP por su ubicación estratégica al conectar con la localidad de Sumapaz y desde allí con el sur del país, específicamente con los departamentos de Tolima, Huila y Meta. Además dominar esta posición permitiría el acceso a Bogotá de la guerrilla.

## Acontecimientos
Una comisión judicial (entre ellos un juez y un médico) que se dirigía a esclarecer el asesinato de César Naranjo, un campesino y líder social de la región, de 70 años de edad y dirigente liberal del grupo de Ricaurte Losada Valderrama, fue sorprendida en la vía que comunica a Usme con La Esperanza por una carga explosiva de dinamita y los funcionarios heridos fueron rematados con armas de fuego. A pesar de que una patrulla de la Policía Nacional escoltaba a la comisión la seguridad no fue la adecuada.Luego del ataque los heridos de los vehículos de escolta, fueron trasladados a varios centros asistenciales de Usme y Bogotá. Un helicóptero enviado por la Policía Nacional también fue hostigado por la guerrilla. Solo Nora Navarrete secretaría del juez sobrevivió.

## Víctimas
- Luis Miguel Garavito, juez 75 de Instrucción Criminal Ambulante
- Jaime Puerta, médico legista
- Hernando Trujillo, secretario
- Amanda Gómez, secretaría
- Héctor Ojeda, secretario
- Elkin Ruíz, policía
- Héctor Romero, miembro del Cuerpo Técnico de Policía Judicial (CTPJ)
- Alfonso García, miembro del Cuerpo Técnico de Policía Judicial (CTPJ).[4]

## Condenas
En noviembre de 1998 el Consejo de Estado ordenó al Ministerio de Defensa y a la Policía Nacional que indemnicen a los familiares de cinco de las víctimas.
Este caso paso a la Jurisdicción Especial para la Paz (JEP). Carlos Antonio Lozada exguerrillero de las FARC-EP pidió perdón a las víctimas en 2019.

## Consecuencias
En 1993, se presentaría un nuevo ataque por parte de las FARC-EP que dejaría 13 policías muertos que escoltaban a Mauricio Cárdenas, entonces gerente de la Empresa de Energía de Bogotá. Posteriormente se realizó la Masacre de Mondoñedo donde fueron asesinados por la Fuerza Pública 6 estudiantes señalados de pertenecer a la Red Urbana Antonio Nariño de las FARC-EP.